# 房應麟
迈克尔·卡泰尔·法伦爵士（Sir Michael Cathel Fallon，KCB PC；1952年5月14日—），香港譯、臺灣譯、大陸譯，英國保守黨政治家，前英國国防大臣，現任塞文歐克斯國會議員。
法伦自2014年9月起任国防大臣，同时成为英国国家安全委员会委员。此前他曾于2014年任朴茨茅次大臣，负责发展英国最重要的军港城市，亦曾任能源部副大臣、商务部副大臣、保守党副主席等职。

## 早年生活
法伦生于蘇格蘭伯斯，其父马丁·法伦博士是外科医生，获得大英帝国勋章。他在邓弗姆林附近的克雷格弗拉尔预备学校和萨里郡的私立男校爱普生学院接受教育。然后，他在圣安德鲁斯大学读古典学和古代史，1974年以文学硕士学位毕业。

## 政治事业
作为一名学生，法伦积极参与了欧洲运动国际和1975年英国欧共体成员身份公投的“留在欧共体”青年运动。大学毕业后他加入保守党中央研究部，他的第一份工作是为上议院保守党领袖彼得·卡灵顿勋爵做幕僚直到1977年，然后成为欧洲事务办事员。1979年，法伦成为欧洲议会议员戴安娜·埃尔斯女男爵的助理研究员。
1982年7月，他被选为達靈頓选区保守党候选人，该选区的工党籍议员爱德华·弗莱彻于1983年3月24日去世后引发了补选。在这次补选中法伦以2,412票之差败于工党籍候选人奧西·奧勃良，但在77天后的大选中法伦以3,438张多数票击败奧勃良成功当选。法伦在这个选区连任到1992年大选被苗易彬以2,798张多数票击败。
1997年大选中，法伦在保守党安全选区塞文歐克斯接替退休的馬克·沃夫森当选国会议员重返国会。

## 国会事业
1987年大选后，法伦成为能源大臣塞西尔·帕金森的国会私人秘书，1988年成为撒切尔政府助理党鞭，1990年加财政部专员衔。在撒切尔辞职的最后一刻，法伦与地方政府副大臣邁克·波蒂略、苏格兰副大臣邁克·福塞斯一起劝阻撒切尔不要辞职，但未成功。

### 教育和科学部政务次官
1990年7月，撒切尔首相任命法伦为教育和科学部政务次官，约翰·梅杰成为新首相后，法伦仍然留任。在这个职位上，法伦领导立法改革学校的地方管理，除其他变化之外，学校有更大程度的财务独立性，包括控制自己的银行账户和支票簿。他因1992年大选落选而去职。

### 落选时期1992-1997
在1992年至1997年期间，法伦成立了一个名为“Just Learning”的儿童托儿所，由英国《龙穴》节目主持人邓肯·班纳特恩（Duncan Bannatyne）资助，法伦成为首席执行官。

### 重返国会
在1997年大选之后，法伦被任命为反对党贸易工业发言人和影子财政部金融秘书，但由于健康不佳，他于1998年10月辞职，回到后座，直到起复为保守党副主席。
自1999年起，他是下院财政专责委员会委员，和下属的小组委员会主席（2001至2011年）。他也在2005-07年之间担任保守党1922年委员会主席。
2012年9月，他被任命为商业和企业国务大臣时，也一同被任命为枢密院顾问官。
法伦一直是伦敦金融城主要经纪公司德利万邦的董事，也是皇家邮政私有化的最大支持者之一。
2014年1月，法伦被任命为朴次茅斯大臣，随后于2014年7月15日升任国防大臣。

### 国防大臣

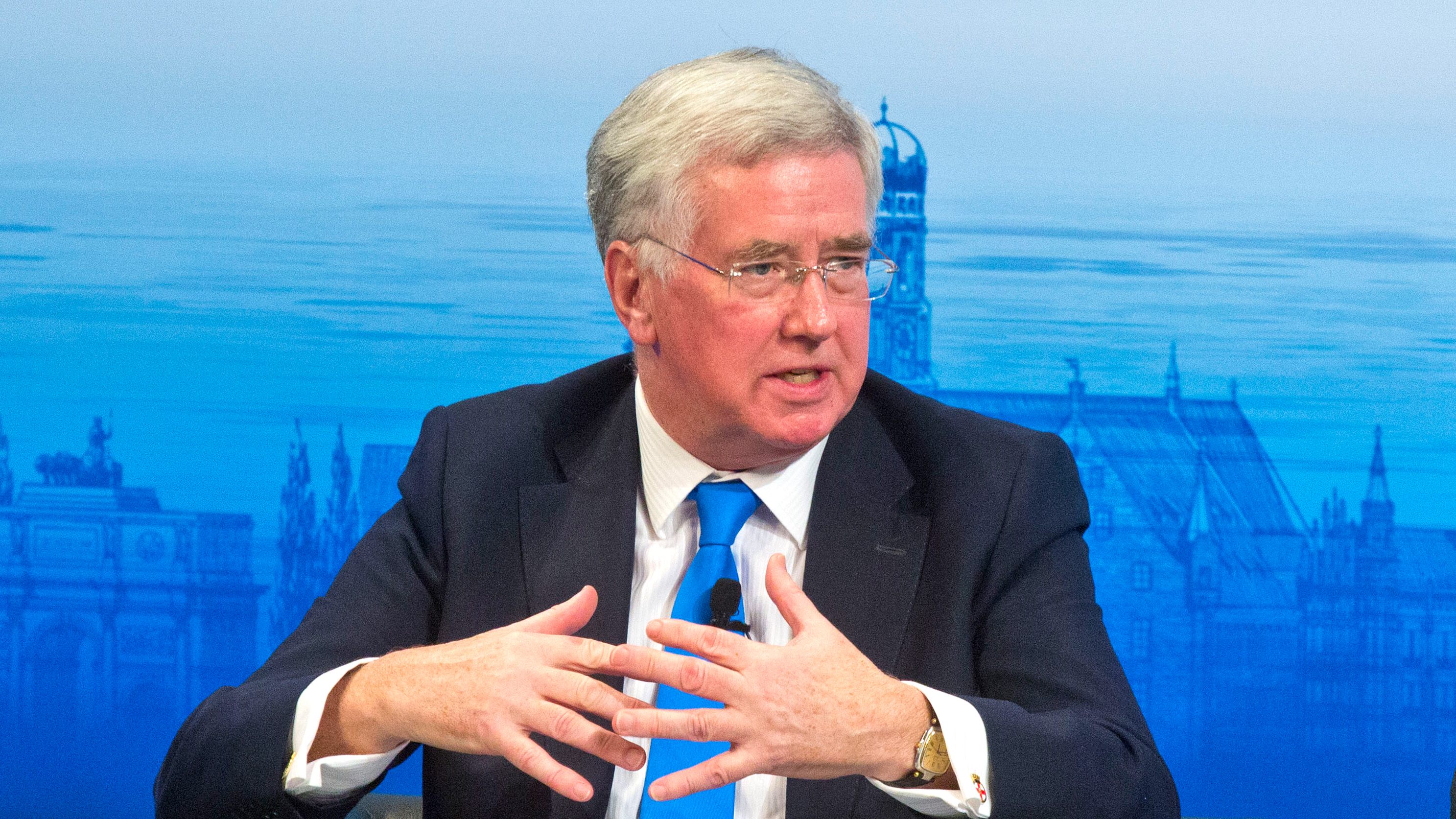
2016年2月，法伦出席第52屆慕尼黑安全会议

2016年2月，联合国泄露的一个报告显示，沙特领导的联盟对也门的平民进行“广泛而系统的”空袭是战争罪行 - 包括国内流离失所者营地、婚礼、学校、医院、宗教中心、车辆和市场 - 同一天，下院国际发展专责委员会表示，由于沙特王国武装力量在也门大规模侵犯人权事件，英国应该停止对沙特阿拉伯的所有武器出口，法伦因参加武器工业贸易机构的450英镑的晚餐宴会被批评。
2016年12月，法伦承认，英国提供的国际禁用的集束炸弹已被用于沙特阿拉伯在也门的空袭运动。
2017年4月，法伦在BBC四台的《今日节目》上承认在“最极端的情况下”，英国会发动先发制人核打击。

### 2015年大选准备阶段

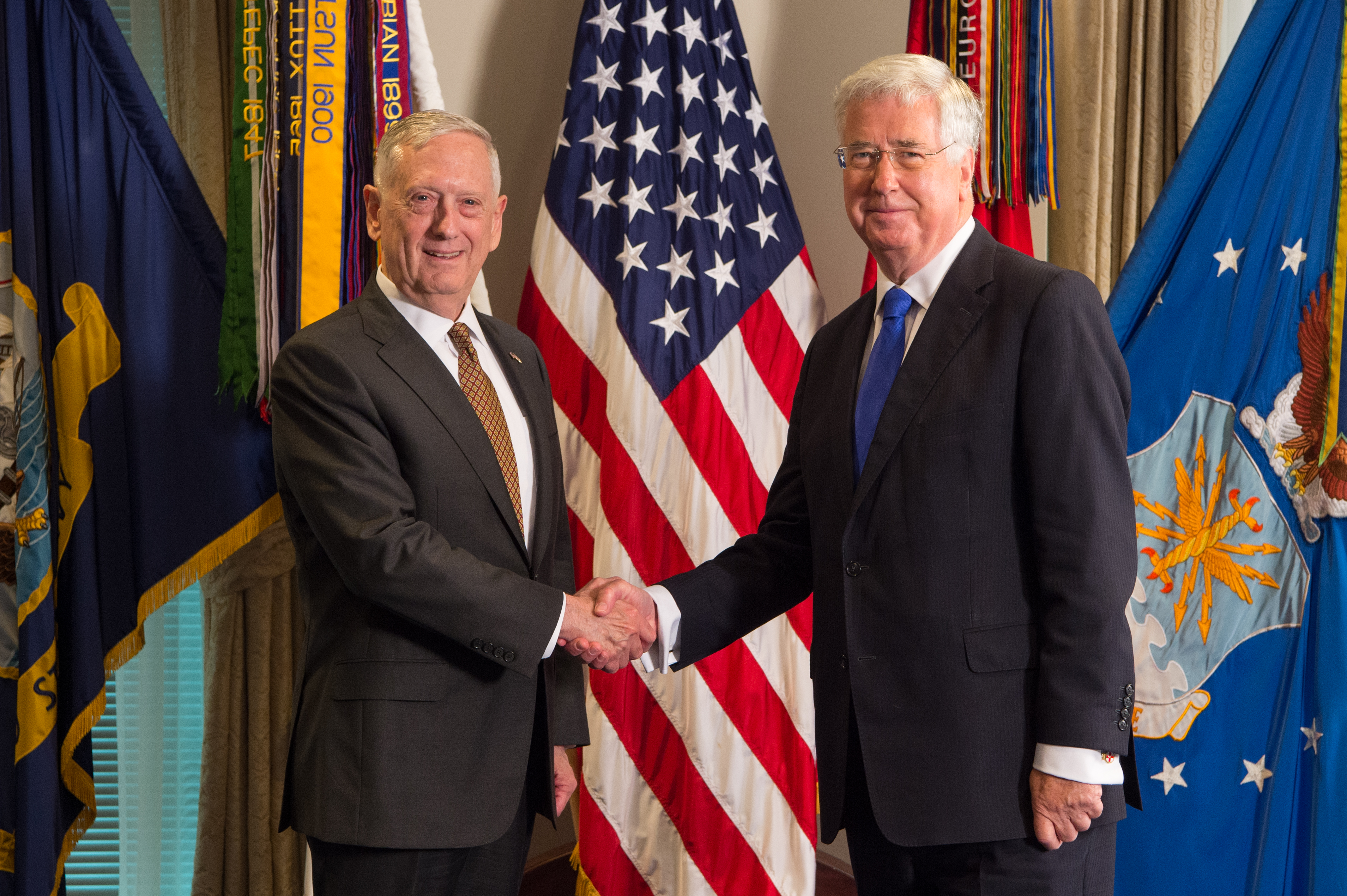
2017年7月，法伦会见美国国防部长詹姆斯·马蒂斯

在2015年大选前夕，法伦在《泰晤士报》上写道：“背刺了他的哥哥，成为工党领袖，并且还将背刺英国而成为首相。法伦随后拒绝将米利班德描述为一个体面的人，他的评论使一些保守党的支持者感到尴尬。米利班德回应说，法伦的言论已经丧失了通常的底线，自己仍被《新政治家》杂志视为体面的，与法伦的人身攻击的作用相反。
一份在他选区发布的选举通讯称法伦：“关注家庭问题，反对同性恋，支持加强父母责任。当国会审议道德问题时，他会与当地的教会密切合作。”

### 开支丑闻
据《每日电讯报》报道，时任财政专责委员会副主席的法伦为在其威斯敏斯特公寓申请报销全部按揭还款。按规定议员只可以报销利息。
在2002年至2004年期间，法伦常得到本金和利息每月1,255英镑的报销款，超过了700-800英镑上限额度。2004年9月份，国会公共开支办公室的工作人员发现错误并告知法伦后，他问道：“为什么以前没有人提省我？”他偿还了超额报销的2,200英镑，但是剩余的6,100英镑的补贴被允许免于偿还。在意识到没有人注意到超额报销后，下院的工作人员据说建议法伦提交新的报销申请，这会给他合法产生的其他费用“重新分配”报销额度。

## 个人生活
自1986年以来，法伦已经与温迪·伊丽莎白·佩恩结婚，夫妇有两个儿子。全家住在肯特郡的桑德里奇。1983年，他在大选期间酒后驾驶，被禁驾18个月。2016年，法伦受封巴斯勋章爵级司令勋章，作为即将离任的首相戴维·卡梅伦离职大授勋的一部分。

## 出版物
- The Quango Explosion: Public Bodies and Ministerial Patronage《半官方机构爆炸式增长：政府部门和公共机构的有力支援》 by Philip Holland and Michael Fallon, 1978, Conservative Political Centre ISBN 0-85070-621-1
- Sovereign Members《主权者们》 by Michael Fallon, 1982
- The Rise of the Euroquango《欧洲半官方机构的兴起》 by Michael Fallon, 1982, Adam Smith Institute ISBN 0-906517-22-2
- Brighter Schools: Attracting Private Investment into State Schools《更明亮的学校：吸引私人投资进入国立学校》 by Michael Fallon, 1993, Social Market Foundation ISBN 1-874097-15-1

## 外部連結
- Michael Fallon website （页面存档备份，存于）
- Debrett's People of Today
- Guardian Unlimited Politics - Ask Aristotle: Michael Fallon MP （页面存档备份，存于）
- TheyWorkForYou.com - Michael Fallon MP （页面存档备份，存于）
- Hansard 1803–2005: Michael Fallon在國會中的貢獻

| 大不列颠及北爱尔兰联合王国国会 | 大不列颠及北爱尔兰联合王国国会 | 大不列颠及北爱尔兰联合王国国会 |
| ------------------------------ | ------------------------------ | ------------------------------ |
| 前任者： 奧西·奧勃良           | 達靈頓國會議員 1983–1992       | 繼任者： 艾伦·米尔本           |
| 前任者： 馬克·沃夫森           | 塞文歐克斯國會議員 1997–至今   | 現任                           |
| 政党职务                       |                                |                                |
| 前任者： 艾斯考夫特勳爵        | 保守黨副主席 2010–2012         | 繼任者： 莎拉·紐頓             |
| 官衔                           |                                |                                |
| 前任者： 马克·普利斯科         | 商务和企业副大臣 2012–2014     | 繼任者： 马修·汉考克           |
| 前任者： 约翰·海斯             | 能源副大臣 2013–2014           | 繼任者： 马修·汉考克           |
| 新頭銜                         | 朴茨茅斯大臣 2014              | 繼任者： 马修·汉考克           |
| 前任者： 菲利普·哈蒙德         | 英国国防大臣 2014–2017         | 繼任者： 加文·威廉姆森         |